# Bebeto
José Roberto Gama de Oliveira (känd som Bebeto), född 16 februari 1964 i Salvador, Bahia, är en brasiliansk före detta fotbollsspelare.
Bebeto var en anfallare som firade stora framgångar under 1990-talet. Han gjorde 39 mål på 75 landskamper för Brasilien och blev världsmästare 1994. Bebeto gjorde då tre mål och bildade tillsammans med Romário ett av VM-turneringens bästa anfallspar. Även i VM 1998 gjorde han tre mål och var en bidragande orsak till att Brasilien tog hem en silvermedalj. Bebetos VM-debut skedde i den för Brasilien så misslyckade turneringen i Italien 1990, då han fick göra ett inhopp mot Costa Rica.
Bebeto inledde sin karriär 1983 i klubben Vitoria, och spelade senare i Flamengo, Vasco da Gama och Botafogo i Brasilien, RC Deportivo La Coruña och Sevilla i Spanien, Toros Neza i Mexiko, Kashima Antlers i Japan och Al-Ittihad i Saudiarabien. Bebeto avslutade karriären år 2002.